# لا لیگا ۳۱–۱۹۳۰
فصل ۳۱–۱۹۳۰ لا لیگا از ۷ دسامبر ۱۹۳۰ آغاز شد و در ۵ آوریل ۱۹۳۱ به پایان رسید.
اتلتیک بیلبائو به لطف تفاضل گل بهتر نسبت به رئال سوسیداد و راسینگ سانتاندر از عنوان قهرمانی خود دفاع کرد.

## تیم‌ها
| باشگاه                        | شهر        | ورزشگاه     | ظرفیت  |
| ----------------------------- | ---------- | ----------- | ------ |
| باشگاه فوتبال دپورتیوو آلاوس  | بیتوریا    | مندیزوروتسا | ۸٫۰۰۰  |
| باشگاه آرناس گچو              | گتسو       | ایبایوندو   | ۱۸٫۰۰۰ |
| باشگاه فوتبال اتلتیک بیلبائو  | بیلبائو    | سن مامس     | ۱۸٫۰۰۰ |
| باشگاه فوتبال بارسلونا        | بارسلون    | لس کورتس    | ۲۳٫۰۰۰ |
| باشگاه فوتبال اسپانیول        | بارسلون    | سریا        | ۱۸٫۰۰۰ |
| باشگاه فوتبال اروپا           | بارسلون    | ال گیناردو  | ۱۸٫۰۰۰ |
| باشگاه فوتبال راسینگ سانتاندر | سانتاندر   | ال ساردینرو | ۱۲٫۰۰۰ |
| باشگاه فوتبال رئال مادرید     | مادرید     | چامارتین    | ۱۶٫۵۰۰ |
| باشگاه فوتبال رئال سوسیداد    | سن سباستین | آتوچا       | ۱۲٫۰۰۰ |
| باشگاه رئال یونیون            | ایرون      | گال         | ۱۲٫۰۰۰ |

## جدول لیگ و نتایج

### جدول لیگ
| رتبه | تیم                | بازی | برد | مساوی | باخت | گل زده | گل خورده | گل تفاضل | امتیاز | سقوط                    |
| ---- | ------------------ | ---- | --- | ----- | ---- | ------ | -------- | -------- | ------ | ----------------------- |
| ۱    | اتلتیک بیلبائو (C) | ۱۸   | ۱۱  | ۰     | ۷    | ۷۳     | ۳۳       | ۴۰+      | ۲۲     |                         |
| ۲    | راسینگ سانتاندر    | ۱۸   | ۱۰  | ۲     | ۶    | ۴۹     | ۳۷       | ۱۲+      | ۲۲     |                         |
| ۳    | رئال سوسیداد       | ۱۸   | ۱۰  | ۲     | ۶    | ۴۲     | ۳۹       | ۳+       | ۲۲     |                         |
| ۴    | بارسلونا           | ۱۸   | ۷   | ۷     | ۴    | ۴۵     | ۴۳       | ۲+       | ۲۱     |                         |
| ۵    | آرناس              | ۱۸   | ۸   | ۲     | ۸    | ۳۵     | ۳۸       | ۳−       | ۱۸     |                         |
| ۶    | رئال مادرید        | ۱۸   | ۷   | ۴     | ۷    | ۲۴     | ۳۲       | ۸−       | ۱۸     |                         |
| ۷    | رئال یونیون        | ۱۸   | ۶   | ۴     | ۸    | ۴۱     | ۴۵       | ۴−       | ۱۶     |                         |
| ۸    | آلاوس              | ۱۸   | ۵   | ۴     | ۹    | ۲۵     | ۳۹       | ۱۴−      | ۱۴     |                         |
| ۹    | اسپانیول           | ۱۸   | ۶   | ۲     | ۱۰   | ۳۲     | ۴۵       | ۱۳−      | ۱۴     |                         |
| ۱۰   | اروپا (R)          | ۱۸   | ۶   | ۱     | ۱۱   | ۲۳     | ۳۸       | ۱۵−      | ۱۳     | سقوط به سگوندا دیویسیون |

1. ↑  اتلتیک بیلبائو با توجه به تفاضل گل بهتر در بازی‌های رو در رو، بالاتر از راسینگ سانتاندر و رئال سوسیداد قرار گرفت. اتلتیک بیلبائو ۷+، راسینگ سانتاندر ۳–، رئال سوسیداد ۴–.
2. ↑  آرناس با توجه به امتیاز بهتر در بازی‌های رو در رو، بالاتر از رئال مادرید قرار گرفت. آرناس – رئال مادرید ۴–۱، رئال مادرید – آرناس ۱–۲.
3. ↑  آلاوس با توجه به تفاضل گل بهتر در بازی‌های رو در رو، بالاتر از اسپانیول قرار گرفت. آلاوس – اسپانیول ۴–۱، اسپانیول – آلاوس ۲–۰.

### جایگاه در جدول براساس هفته
| هفته تیم        | ۱  | ۲  | ۳  | ۴  | ۵  | ۶  | ۷  | ۸  | ۹  | ۱۰ | ۱۱ | ۱۲ | ۱۳ | ۱۴ | ۱۵ | ۱۶ | ۱۷ | ۱۸ |
| هفته تیم        |    |    |    |    |    |    |    |    |    |    |    |    |    |    |    |    |    |    |
| --------------- | -- | -- | -- | -- | -- | -- | -- | -- | -- | -- | -- | -- | -- | -- | -- | -- | -- | -- |
| اتلتیک بیلبائو  | ۱۰ | ۵  | ۹  | ۵  | ۷  | ۵  | ۳  | ۳  | ۲  | ۲  | ۳  | ۲  | ۱  | ۱  | ۱  | ۱  | ۱  | ۱  |
| راسینگ سانتاندر | ۳  | ۷  | ۲  | ۱  | ۵  | ۲  | ۲  | ۲  | ۳  | ۳  | ۲  | ۳  | ۳  | ۳  | ۲  | ۲  | ۲  | ۲  |
| رئال سوسیداد    | ۵  | ۹  | ۷  | ۳  | ۱  | ۱  | 1  | ۱  | ۱  | ۱  | ۱  | ۱  | ۲  | ۲  | ۳  | ۳  | ۳  | ۳  |
| بارسلونا        | ۱  | ۱  | ۳  | ۷  | ۱۰ | ۶  | ۴  | ۴  | ۵  | ۸  | ۸  | ۸  | ۶  | ۴  | ۵  | ۴  | ۴  | ۴  |
| آرناس           | ۷  | ۱۰ | ۸  | ۱۰ | ۸  | ۹  | ۱۰ | ۷  | ۶  | ۵  | ۶  | ۴  | ۴  | ۵  | ۴  | ۵  | ۵  | ۵  |
| رئال مادرید     | ۲  | ۲  | ۶  | ۲  | ۲  | ۴  | ۶  | ۶  | ۸  | ۷  | ۵  | ۶  | ۵  | ۶  | ۶  | ۶  | ۶  | ۶  |
| رئال یونیون     | ۴  | ۴  | ۵  | ۹  | ۳  | ۷  | ۷  | ۸  | ۹  | ۹  | ۹  | ۹  | ۹  | ۹  | ۹  | ۹  | ۷  | ۷  |
| آلاوس           | ۶  | ۳  | ۱  | ۴  | ۶  | ۳  | ۵  | ۵  | ۴  | ۴  | ۴  | ۵  | ۷  | ۷  | ۸  | ۸  | ۸  | ۸  |
| اسپانیول        | ۹  | ۶  | ۱۰ | ۶  | ۹  | ۱۰ | ۸  | ۹  | ۷  | ۶  | ۷  | ۷  | ۸  | ۸  | ۷  | ۷  | ۹  | ۹  |
| اروپا           | ۸  | ۸  | ۴  | ۸  | ۴  | ۸  | ۹  | ۱۰ | ۱۰ | ۱۰ | ۱۰ | ۱۰ | ۱۰ | ۱۰ | ۱۰ | ۱۰ | ۱۰ | ۱۰ |

### نتایج
| میزبان / مهمان  | آلاوس | آرناس | اتلتیک بیلبائو | بارسلونا | اسپانیول | اروپا | راسینگ سانتاندر | رئال مادرید | رئال سوسیداد | رئال یونیون | منبع         |
| --------------- | ----- | ----- | -------------- | -------- | -------- | ----- | --------------- | ----------- | ------------ | ----------- | ------------ |
| آلاوس           | —     | ۳–۲   | ۱–۴            | ۱–۱      | ۴–۱      | ۲–۰   | ۲–۵             | ۲–۰         | ۱–۲          | ۳–۱         | BDFútbol.com |
| آرناس           | ۱–۱   | —     | ۳–۲            | ۵–۰      | ۱–۰      | ۱–۰   | ۴–۲             | ۴–۱         | ۱–۳          | ۱–۲         | BDFútbol.com |
| اتلتیک بیلبائو  | ۷–۱   | ۵–۲   | —              | ۱۲–۱     | ۵–۱      | ۴–۱   | ۷–۱             | ۲–۴         | ۶–۱          | ۱–۲         | BDFútbol.com |
| بارسلونا        | ۱–۱   | ۲–۰   | ۶–۳            | —        | ۶–۲      | ۰–۲   | ۱–۱             | ۸–۱         | ۵–۱          | ۵–۳         | BDFútbol.com |
| اسپانیول        | ۲–۰   | ۵–۰   | ۰–۴            | ۴–۴      | —        | ۴–۰   | ۴–۱             | ۱–۱         | ۱–۰          | ۴–۲         | BDFútbol.com |
| اروپا           | ۱–۰   | ۱–۴   | ۲–۱            | ۲–۲      | ۳–۱      | —     | ۱–۲             | ۰–۳         | ۲–۱          | ۲–۱         | BDFútbol.com |
| راسینگ سانتاندر | ۴–۰   | ۴–۱   | ۴–۱            | ۰–۱      | ۴–۰      | ۲–۱   | —               | ۳–۰         | ۲–۵          | ۴–۱         | BDFútbol.com |
| رئال مادرید     | ۱–۰   | ۱–۲   | ۰–۶            | ۰–۰      | ۲–۰      | ۳–۱   | ۰–۰             | —           | ۲–۰          | ۳–۰         | BDFútbol.com |
| رئال سوسیداد    | ۲–۲   | ۴–۱   | ۱–۰            | ۴–۱      | ۲–۱      | ۳–۱   | ۴–۷             | ۲–۱         | —            | ۳–۳         | BDFútbol.com |
| رئال یونیون     | ۴–۱   | ۲–۲   | ۲–۳            | ۱–۱      | ۶–۱      | ۴–۳   | ۴–۳             | ۱–۱         | ۲–۴          | —           | BDFútbol.com |

## گلزنان برتر

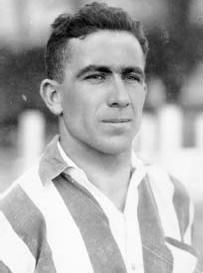
باتا، بهترین گلزن لا لیگا ۳۱–۱۹۳۰

یادداشت: در این فصل تفاوتی میان فهرست گلزنان برتر لا لیگا و جایزه پیچیچی وجود نداشت.
| رتبه | بازیکن              | گل | تیم             | منبع  |
| ---- | ------------------- | -- | --------------- | ----- |
| ۱    | باتا                | ۲۷ | اتلتیک بیلبائو  | [ ۲ ] |
| ۲    | گی‌یرمو گوروستیزا    | ۱۷ | اتلتیک بیلبائو  | [ ۲ ] |
| ۳    | آنخل آروچا          | ۱۶ | بارسلونا        | [ ۲ ] |
| ۴    | سانتیاگو اورتیزبریا | ۱۵ | رئال یونیون     | [ ۲ ] |
| ۵    | چولین               | ۱۳ | رئال سوسیداد    | [ ۲ ] |
| ۵    | تلته                | ۱۳ | راسینگ سانتاندر | [ ۲ ] |
| ۷    | خوسه ایراراگوری     | ۱۱ | اتلتیک بیلبائو  | [ ۲ ] |
| ۷    | لوییس رگویرو        | ۱۱ | رئال یونیون     | [ ۲ ] |
| ۷    | ادلمیرو لورنزو      | ۱۱ | اسپانیول        | [ ۲ ] |
| ۱۰   | مانوئل اولیوارس     | ۱۰ | آلاوس           | [ ۲ ] |
| ۱۰   | پاکو بینزوباس       | ۱۰ | رئال سوسیداد    | [ ۲ ] |